# パク・トンハ
朴 東河（パク・トンハ、1974年6月28日 - ）は、韓国・ソウル特別市出身の韓国人俳優・タレント。2001年から2010年までは、ミュージカルを中心に、日本でも活動していた。身長180 cm、体重68 kg、血液型B型。
本名パク・チェボン（朴 埰奉）。芸名である「トンハ（東河）」の「東」は「アジア」を意味し、「アジアの架け橋になる」という願いがこめられている（2003年、東宝芸能に所属した頃より使用）。
- 兄一人、姉二人の4人兄弟の末っ子。
- 1984年、韓国にてミュージカル『サウンド・オブ・ミュージック』で子役デビュー。韓国で数多くのミュージカルやドラマ、CMに出演。
- 2001年に来日し、劇団四季『ジーザス・クライスト・スーパースター』で日本デビュー。2003年より東宝芸能に所属。東宝ミュージカル『エリザベート』のルドルフ役を演じる。NHK教育『アンニョンハシムニカ・ハングル講座』のパーソナリティーを2003年・2004年・2006年と務めた他、2008年4月から2011年9月まで『韓国語ジャーナル』（アルク）ヒヤリング用CD「Voice of KJ」のDJを務めていた。
- 2009年10月26日『ブロードウェイ42番街』のビリー役で、第15回韓国ミュージカル大賞・男優新人賞を受賞。
- 2010年に韓国へ帰国。

## エピソード
- 現在はプロ並みの腕を持っているピアノをはじめたのは小学生の頃。同級生がピアノの発表会で演奏しているのを見て、憧れたのがきっかけだったという。
- 本格的にミュージカル俳優としての道を進むかどうかは、高校1年生の時に決めた。本人いわく、「30分間、布団をかぶってじっくり考えた」。
- 本人は日本では語りたがらないが、韓国のメディアでは、来日したばかりの頃の生活が苦しかったことを告白している。月に60万ウォン（日本円で6万円）しかなかったため、自宅から稽古場まで1時間歩いて通い、桃の缶詰ばかり食べて生活していたという（そのため、現在でも桃の缶詰は見るのも嫌だと韓国の雑誌のインタビューに答えている）。
- 劇団四季を2年で退団。その後の事務所探しは、日本語ができなかったこともあり、非常に苦労したという。
- ハングル講座への出演は、オーディションで決まった。このオーディションでは、これまでの語学番組を批判するような発言をし、新しい番組が求められているということを力説したという。出演が決まってからは、台本の日本語（文法用語）がわからず、台詞を覚えるのが大変だったらしい。しかし努力の甲斐あって、講師役の小倉紀蔵によると「当初は台本の空いているスペースにびっしりメモがされていたのが、2004年のころには何も書かなくなった」らしい。
- 2004年、再再演となるミュージカル『エリザベート』のオーディションに合格。ルドルフ皇太子の役を浦井健治とダブル・キャストで3年間務めることになった。演出の小池修一郎によると、オーディションでは、この二人よりも上手い人はたくさんいたが、ルドルフ役に必要な高音が望まれるレベルまで出せたのがこの二人だったという。ただし、出演に際して、「外国人俳優が頑張っているという印象を客に与えたくないので、完璧な日本語で」と注意したという。本人もその期待に応え、韓国人には難しい発音と思われる言葉も含め、この作品での発音は完璧であった。
- 2004年、「冬のソナタ」の放映に端を発した韓流ブームにより、「ミュージカル界の韓流スター」と表現されるようになった。しかし本人はそれをあまり快く思ってはいなかったようで、「自分は韓流ブームよりも前に日本にいる」「韓流俳優ではない」という発言をあちこちでしている。
- キリスト教の信者である。日本の舞台では、初日を迎える前のお祓いに全員参加する（韓国ではクリスチャンであれば参加しなくても良い）ことについて驚いたが、チームワークを考えて参加したと言っている（心の中で誰に祈るかは自由だから、とも発言している）。また、テレビ番組に出演した際、占いは信じるかという問いに対し、「クリスチャンなので、信じてはいない。でも楽しむ程度はする」と答えているのを見ると、かなり敬虔な信者らしい。HPなどでのファンへのメッセージにも、「イェス様に誓って」「～をお祈りします」などの表現がたびたび出てくる。
- ミュージカル俳優であるが、作曲も得意とする。これまで日本では「エリザベート」の曲をまとめてテクノ調にアレンジした「テクノ・ルドルフ」、「エリザベート」の大阪公演中に作曲したという「モシ、デキルナラ」、2004年のハングル講座最終回にあたり作曲された「ハナの花」を発表している（いずれもCD化などはされていない）。
- 作詞や訳詞も得意としている。ディナーショーやライブで、「雨に唄えば」の中の曲を日本語に訳して歌った他、森山良子の「あなたが好きで」や「エリザベート」の「最後のダンス」を韓国語に直して歌ったこともある。また、テレビ番組「ミドリのドレミドリ」に出演した際、美空ひばりの「川の流れのように」の韓国語バージョンも披露している。
- 航空機マニア。航空機の模型のコレクションをしている。俳優でなければ、パイロットになりたかったと言う。
- 2008年の「火の鳥～鳳凰編～」への出演は、音楽を担当した甲斐正人の推薦で決まった。甲斐は「エリザベート」の音楽監督であった。
- 2009年に36歳（数え年・満年齢では35歳）で韓国ミュージカル大賞男優新人賞を受賞。同賞には1999年に出演した『FAME』で2000年にもノミネートされ、逃している。

## 経歴
- 1990年　（韓国）安養映画芸術高校　演劇映画学科入学
- 1993年　（韓国）中央大学芸術大舞踊科入学（バレエ専攻）
- 1995年　軍隊入隊
- 1997年　退隊
- 1999年　中央大学卒業
- 2001年　来日。劇団四季に所属。
- 2003年　退団。東宝芸能に所属。
- 2009年　（韓国）第15回韓国ミュージカル大賞新人賞を受賞。
- 2010年　韓国へ完全帰国。
- 檀国大学校文化芸術大学院　ミュージカル演出演技　修士

## 舞台
劇団四季退団後
- 雨に唄えば（2003年・韓国）主演：ドン・ロックウッド役
- エリザベート（2004年、2005年、2006年）皇太子ルドルフ役
- 歩兵の本領（2005年）坂崎三佐役
- グランドホテル（2006年）エリック・リットナウアー役
- MISS　SAIKON　ミス・再婚（2006年）キム・カンミン（金強民）役
- ROCK☆OPERA　The Who's Tommy（2007年）ウォーカー大尉役
- ラムネ（2007年）主演：今井克男役
- 初恋探し株式会社（3rd season 2007年・韓国　原題「キム・ジョンウク探し」）主演：パク・トンハ役／キム・ジョンウク役（一人二役）
- ファントム（2008年）フィリップ・シャンドン伯爵役
- 火の鳥―鳳凰編―（2008年、2010年）主演：我王役
- 夏の夜のロミオとジュリエット（2008年）ポセイドン役
- 初恋探し株式会社（4th season 2009年・韓国　原題「キム・ジョンウク探し」）主演：パク・トンハ役／キム・ジョンウク役（一人二役）
- 42nd Street（2009年・韓国）ビリー役（第15回韓国ミュージカル大賞・新人賞を受賞）
- ウーマン・イン・ホワイト（2010年）パーシヴァル卿役
- クララ（2011年・韓国）ロベルト・シューマン役

## テレビ
- 妻の卒業式（2004 NHK総合)　パク・テホ役
- アンニョンハシムニカ・ハングル講座（NHK教育テレビ）(2003年度、2004年度、2006年度、2007年度)
- 壬辰の乱　(2016韓国KBS)　小西行長役

## 映画
- ワンダフルデイズ　(2003 韓国)　日本語吹き替え版　デイビッド役
- 彼岸島　(2010 日本・韓国合同)　大沢役
- ゲノムハザード ある天才科学者の5日間 (2013 日本・韓国合同/日本公開は2014年) ヤン・ギテク（警察を騙る男）役

## 著作物
- 『パク・トンハの韓国語ドリル―書いて覚える!聞いて話せる!』（ナツメ社）
- 『パク・トンハの恋するハングル―韓国語だから言えるこの気持ち』（すばる舎）

## 写真集
- パク・トンハファースト写真集『GUMP&TSUBASA』（学習研究社）